# Sulawesihoningzuiger
De Sulawesihoningzuiger (Myza celebensis) is een zangvogel uit de familie Meliphagidae (honingeters).

## Verspreiding en leefgebied
Deze soort is endemisch op Sulawesi en telt twee ondersoorten:
- M. c. celebensis: noordelijk, centraal en zuidoostelijk Sulawesi.
- M. c. meridionalis: zuidelijk Sulawesi.

## Status
De grootte van de populatie is niet gekwantificeerd maar de soort wordt omschreven als wijdverspreid en algemeen. Op de Rode lijst van de IUCN heeft deze soort de status niet bedreigd.